# لیز رابرتسون
لیز رابرتسون (انگلیسی: Liz Robertson; ۴ مهٔ ۱۹۵۴ – ) بازیگرو خواننده اهل بریتانیا است.